# Libythea quadrinotata
Libythea quadrinotata är en fjärilsart som beskrevs av Butler 1877. Libythea quadrinotata ingår i släktet Libythea och familjen praktfjärilar. Inga underarter finns listade i Catalogue of Life.